# Lake Villa
Lake Villa é uma vila localizada no estado americano de Illinois, no Condado de Lake.

## Demografia
Segundo o censo americano de 2000, a sua população era de 5864 habitantes.
Em 2006, foi estimada uma população de 8614, um aumento de 2750 (46.9%).

## Geografia
De acordo com o United States Census Bureau tem uma área de
16,8 km², dos quais 14,8 km² cobertos por terra e 2,0 km² cobertos por água.

## Localidades na vizinhança
O diagrama seguinte representa as localidades num raio de 8 km ao redor de Lake Villa.